# Franco Lucchini
Franco Lucchini (ur. 24 grudnia 1914 w Rzymie, zm. 5 lipca 1943) – włoski pilot wojskowy, as myśliwski okresu II wojny światowej, z liczbą 22 zestrzeleń jeden z najskuteczniejszych pilotów myśliwskich Regia Aeronautica. Zginął w walce powietrznej nad Katanią i pośmiertnie został odznaczony Medaglia d'oro al valor militare, najwyższym włoskim odznaczeniem wojskowym.

## Życiorys
Franco Lucchini odbył w latach 1935–1936 kurs pilotażu wojskowego i rok później zgłosił się jako ochotnik do wyjazdu do Hiszpanii, na front wojny domowej. W składzie Aviazione Legionaria, występując pod przybranym nazwiskiem Lunigiano, osiągnął swoje pierwsze zwycięstwo powietrzne, współuczestnicząc jeszcze w zestrzeleniu dwóch kolejnych samolotów przeciwnika. 22 lipca 1938 roku został zestrzelony i, po skoku ze spadochronem, wzięty do niewoli przez wojska republikańskie. Pozostawał w niej przez sześć miesięcy.
II wojnę światową rozpoczął jako pilot 4 pułku myśliwskiego (4° Stormo), stacjonującego w Afryce Północnej. 21 czerwca 1940 roku zestrzelił w rejonie Bardii brytyjską łódź latającą Short Sunderland. Do końca roku odniósł jeszcze dwa zwycięstwa. W 1941 roku został, wraz ze swą jednostką, wycofany na Sycylię, gdzie pułk otrzymał nowe myśliwce Macchi MC.200 i po przeszkoleniu wziął udział w walkach powietrznych nad Maltą. Pomiędzy czerwcem a wrześniem Lucchini zestrzelił kolejne cztery brytyjskie samoloty. Podczas przymusowego lądowania na wysepce Ustica rozbił samolot i został poważnie ranny w twarz i ramię. Do pułku, przezbrojonego w tym czasie w myśliwce Macchi MC.202, powrócił pod koniec roku.
1 grudnia 1941 roku otrzymał dowództwo 84 eskadry. Kolejne dwa samoloty – Supermarine Spitfire – zestrzelił 5 i 15 maja 1942 roku. Pod koniec tego miesiąca został wraz z pułkiem przerzucony do Afryki Północnej, gdzie włoscy piloci wspierali ofensywę Afrika Korps. Pomiędzy 4 czerwca a 3 września Lucchini zgłosił dziewięć zestrzeleń, 20 października dziesiąte. Ponadto uczestniczył we wspólnym z innymi pilotami zniszczeniu dalszych kilku samolotów. Cztery dni później został sam został zestrzelony i poważnie ranny, odesłany do Włoch na pokładzie statku szpitalnego. Powrócił na front wiosną 1943 roku, w czerwcu objął dowodzenie 10 dywizjonem bazującym na Sycylii. 5 lipca, w ataku na formację B-17 osłanianą przez Spitfire'y, osiągnął swoje ostatnie zwycięstwo powietrzne, by w chwilę później zostać samemu zestrzelonym przez strzelców pokładowych Latających Fortec. Jego ciało odnaleziono dwa dni później w szczątkach myśliwca. W tej samej akcji zginął także inny as Regia Aeronautica, Leonardo Ferrulli.
Franco Lucchini był pięciokrotnie odznaczony srebrnym i raz brązowym Medalem za Męstwo Wojskowe, trzykrotnie Krzyżem Wojennym za Męstwo Wojskowe a także niemieckim Krzyżem Żelaznym II klasy. Był także dwukrotnie wymieniony w Bollettino di Guerra. Pośmiertnie został odznaczony złotym Medalem za Męstwo Wojskowe, najwyższym włoskim odznaczeniem wojskowym.